# Lavínia

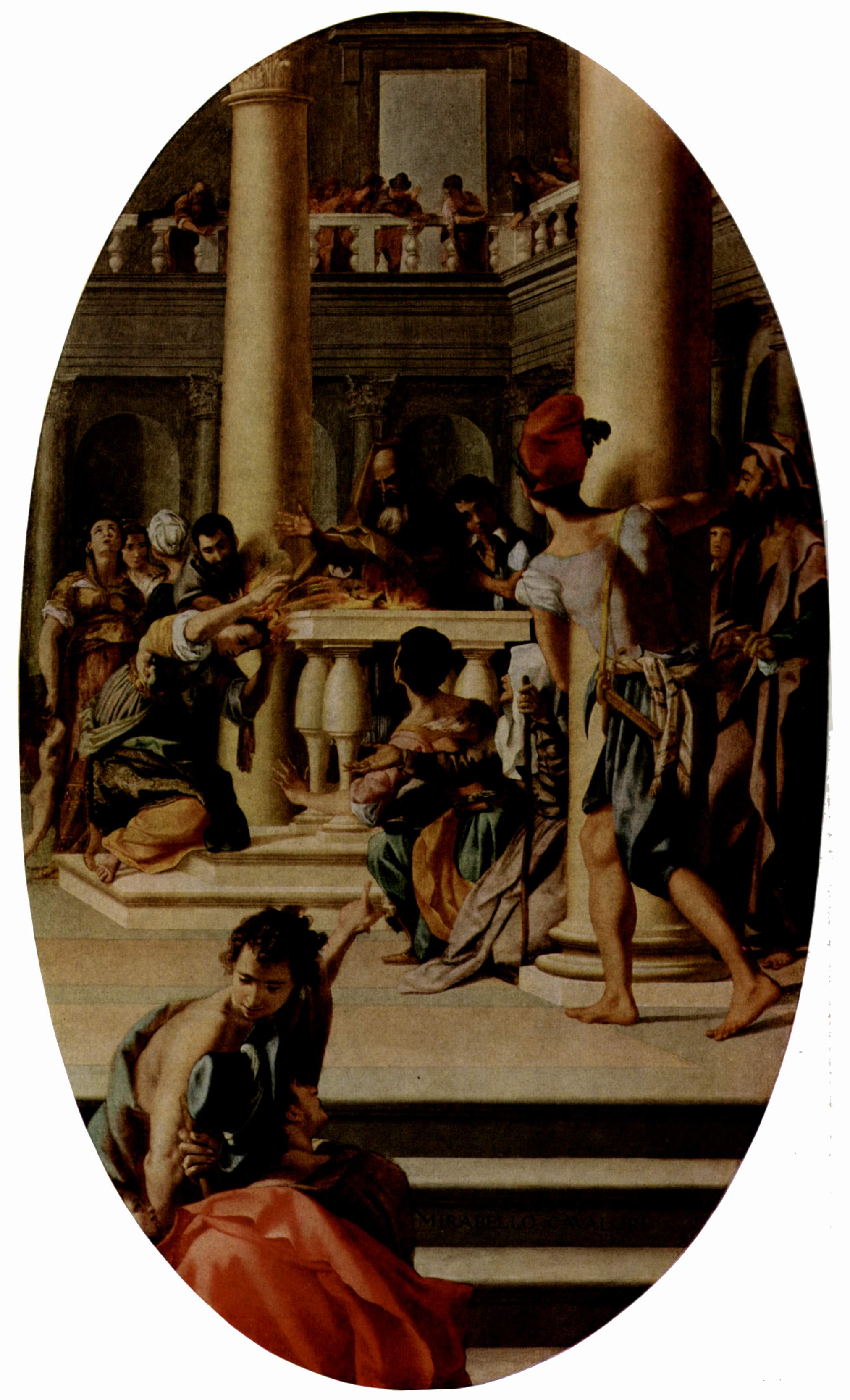
Lavínia no Altar por Mirabello Cavalori, c. 1565.

Segundo a mitologia romana, Lavínia era uma princesa itálica lendária, filha de Latino, rei do Lácio, e da rainha Amata. A tradição romana relata que foi a segunda esposa de Eneias, com quem teve um filho, Sílvio. Sílvio sucedeu como rei de Alba Longa seu meio-irmão Ascânio ou Iulo, filho de Eneias e de Creúsa.
Na mitologia grega, Lavínia era filha de Ânio, filho de Apolo e sacerdote em Delos.

## Lenda
Pouco antes de Eneias chegar ao Lácio, ocorreu um prodígio no palácio do rei Latino: quando Lavínia acendia tochas perto do altar, seus cabelos compridos pegaram fogo acidentalmente. Ela fugiu e "espalhou" o fogo por todo o palácio. Mas nem Lavínia nem o palácio incendiaram-se.
Esse prodígio foi apresentado como uma visão assustadora e admirável. Os adivinhos anunciaram que a princesa teria uma grande fama e seu destino seria ilustre. Mas, para o povo, isso pressagiava uma longa guerra.
Lavínia estava prometida como esposa a Turno, rei dos rútulos. Mas, com a chegada de Eneias ao Lácio, Latino deu sua mão ao herói troiano, pois o oráculo de seu pai Fauno dizia que ela devia casar com um estrangeiro. O rompimento da promessa conjugal desencadeou a guerra entre troianos-latinos e os rútulos de Turno. A guerra terminou com a derrota de Turno.
Eneias e Lavínia uniram os sobreviventes num único povo e fundaram uma nova cidade, que Eneias chamou Lavínio em homenagem à sua esposa.
Catão, o Velho, conta que depois da morte de Eneias, Lavínia, grávida de Sílvio e temendo o ciúme de Ascânio, refugiou-se na casa de um antigo intendente de Eneias e do rei Latino, chamado Tirro. Ali deu à luz um filho que, educado nos bosques (silua em latim), recebeu o nome de Sílvio.
Segundo alguns autores, Sílvio reinou sobre Alba Longa depois da morte de Ascânio. Segundo outros, tirou de Ascânio seu poder real e só lhe deixou funções sacerdotais. O escritor romano Tito Lívio, certamente para apagar essa rivalidade entre dois meio-irmãos, transformou Sílvio em filho de Ascânio e seu sucessor legítimo.